# Hellfeldmikroskopie

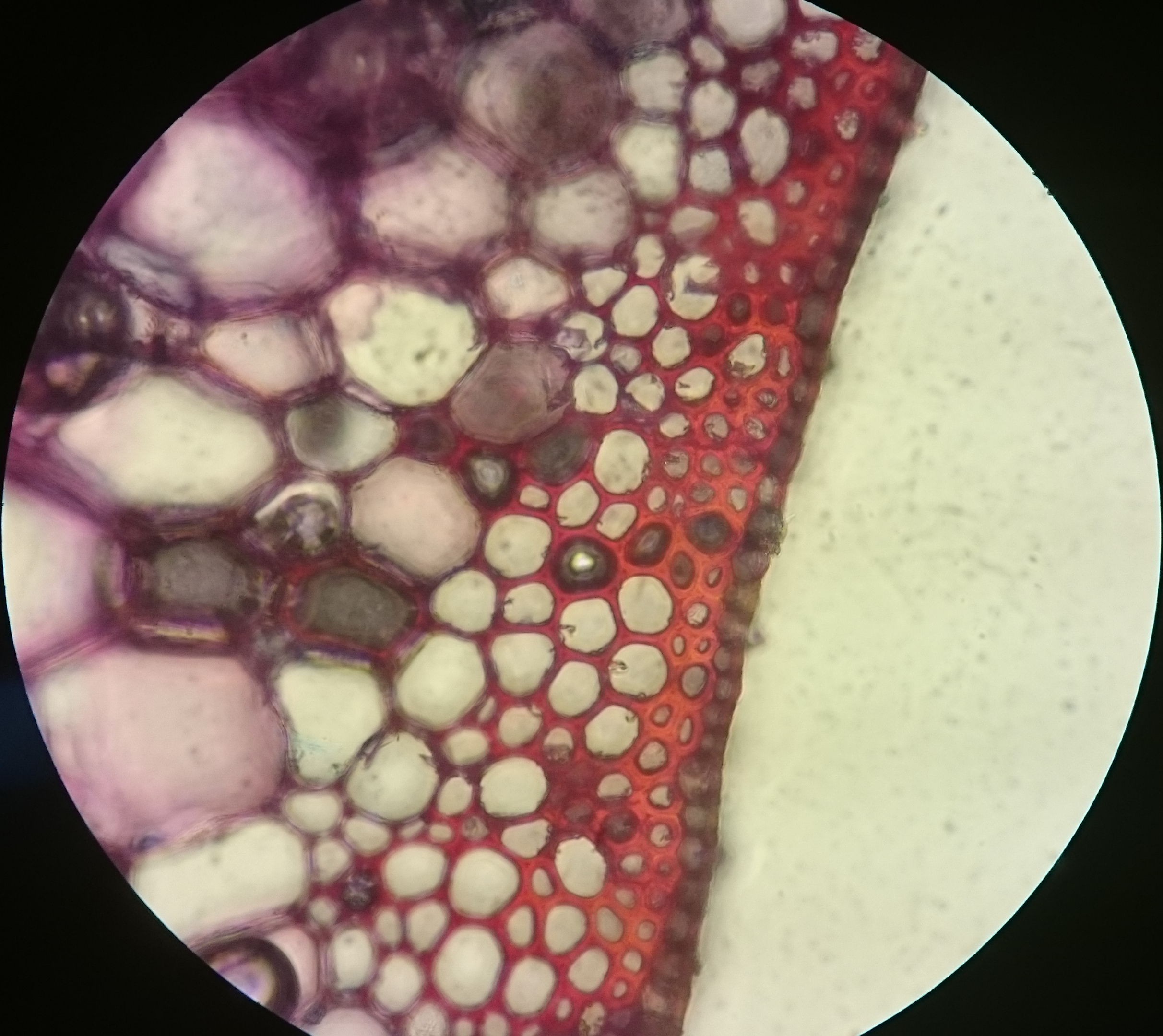
Hellfeld-mikroskopische Aufnahme eines gefärbten Schnittes des Zuckerrohrs. Das gesamte mikroskopische Gesichtsfeld ist hell beleuchtet.

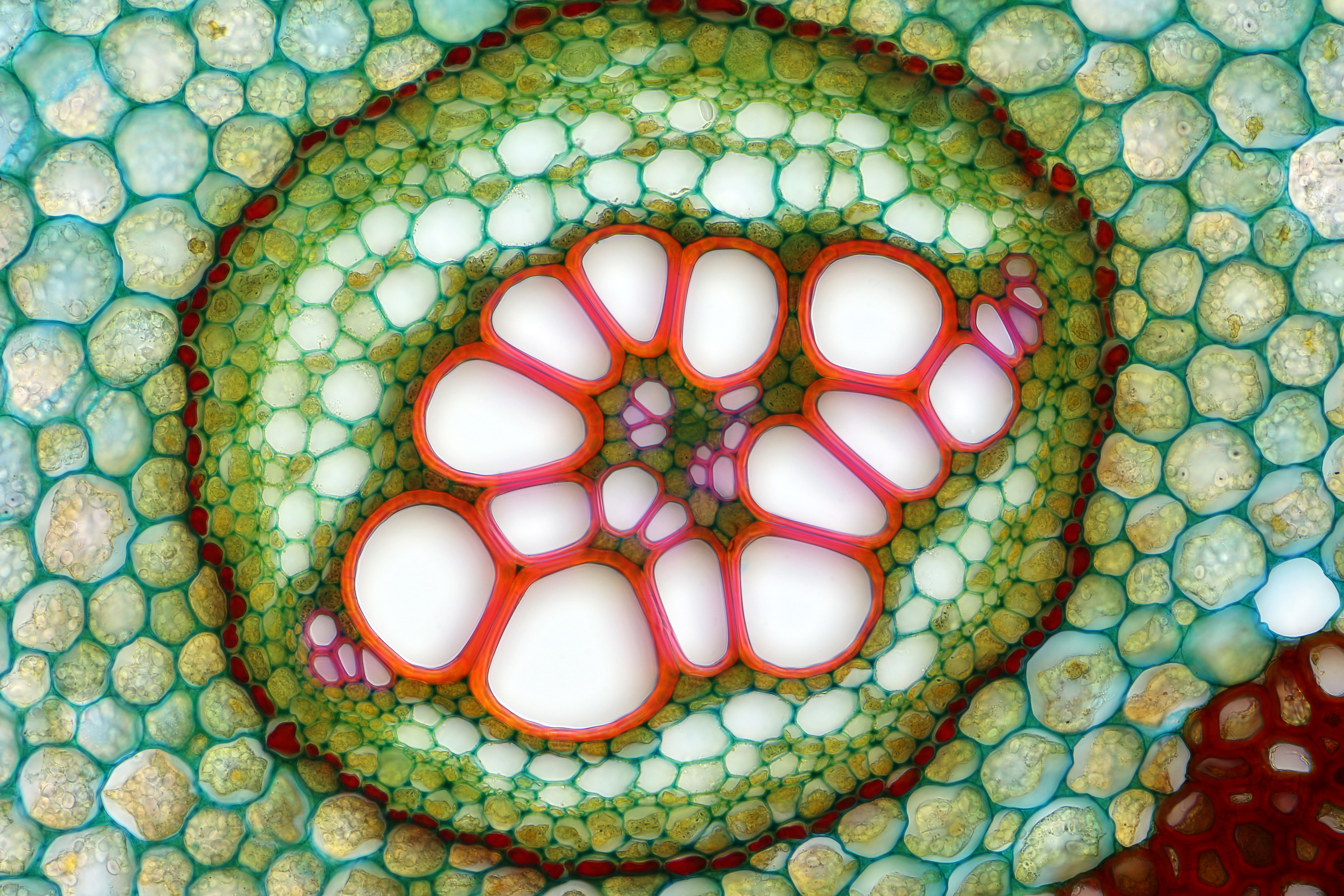
Hellfeldmikroskopie an einem gefärbten Schnitt durch das Rhizom eines Adlerfarns. Hier ist ein Leitbündel zu sehen.

Als Hellfeldmikroskopie (englisch Bright-field microscopy, BF) werden Mikroskopierverfahren bezeichnet, bei denen sich das zu beobachtende Objekt vor einem hellen Hintergrund befindet und dieses helle Feld das mikroskopische Bild ausleuchtet. Farbige und dunkle Strukturen im Präparat absorbieren das Licht, so dass ein entsprechendes Abbild des Präparats im Durchlicht entsteht. Hellfeldmikroskopie ist neben der einfachen seitlichen Auflichtbeleuchtung das älteste mikroskopische Verfahren. Der Begriff wurde geprägt in Abgrenzung zu der im 19. Jahrhundert aufkommenden Dunkelfeldmikroskopie. Aus der Lichtmikroskopie kommend findet die Bezeichnung auch in der Transmissionselektronenmikroskopie Anwendung.
In der Lichtmikroskopie wird das helle Feld dadurch erzeugt, indem das beleuchtende Licht, meist durch einen Kondensor gebündelt, von der Rückseite durch das Präparat hindurch in das Objektiv fällt. Diese Durchlicht-Hellfeldmikroskopie wird unter anderem für dünne, farbige biologisch-medizinische Präparate verwendet. Sie ist das mit Abstand am weitesten verbreitete Mikroskopierverfahren. Wenig aufwändige Mikroskope wie Schülermikroskope arbeiten generell nach diesem Prinzip, aber auch viele Forschungsmikroskope.
Alternativ kann die Beleuchtung aus der Richtung des Objektivs, normalerweise mit einer speziellen Auflichtoptik durch das Objektiv hindurch, auf das Präparat fallen. Diese Auflicht-Hellfeldmikroskopie ist in den Materialwissenschaften verbreitet, wo lichtundurchlässige Präparate untersucht werden. In diesem Fall hellt sich das Objekt durch den hohen Anteil des direkt von der Objektoberfläche in das Objektiv zurück reflektierten Beleuchtungslichtes großteils auf. Das Objekt wird dabei im Vergleich zur Auflicht-Dunkelfeldmikroskopie schattenarm ausgeleuchtet. Näheres siehe Dunkelfeldmikroskopie.
Hellfeldmikroskopie kann mit sogenannten „einfachen Mikroskopen“ betrieben werden, die nur eine einzelne Linse haben, oder mit „zusammengesetzten Mikroskopen“, die heute typische Bauform, die aus einem Objektiv und einem Okular zusammengesetzt ist. Bei diesen kann das Präparat mit einfach aufgebauter, sogenannter kritischer Beleuchtung oder mit der heute üblicheren optimierten Köhler-Beleuchtung ausgeleuchtet werden.
Einfache und zusammengesetzte Mikroskope, Auflicht und Durchlicht, kritische und Köhler-Beleuchtung sind im Artikel Lichtmikroskop näher beschrieben.